# Saint-Guinoux
Saint-Guinoux est une commune française située dans le département d'Ille-et-Vilaine en région Bretagne, peuplée de 1 247 habitants.

## Géographie

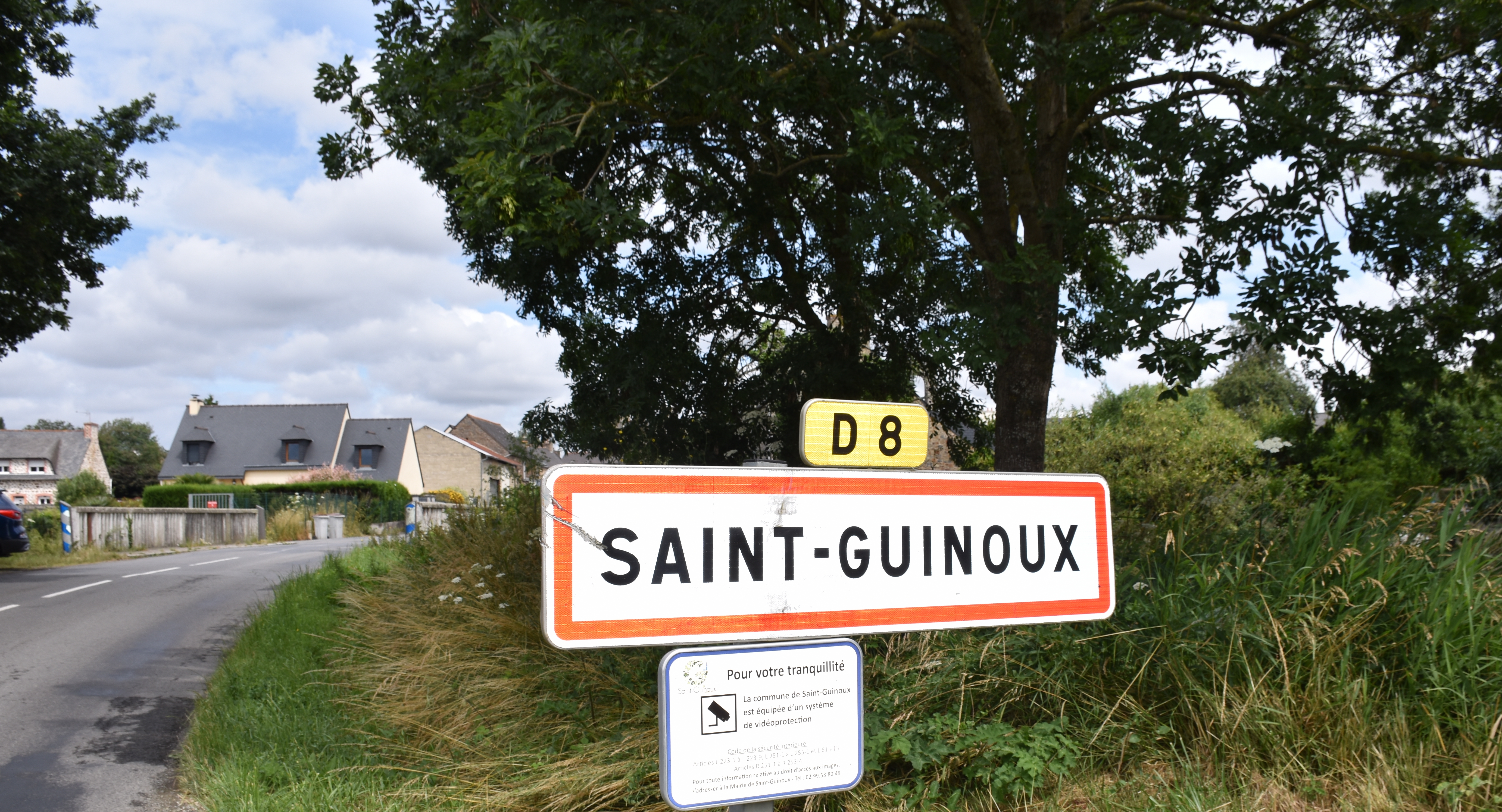
Une entrée de la commune.</center

|                           | La Gouesnière |                   |
| Saint-Père-Marc-en-Poulet | Saint-Guinoux | La Fresnais       |
|                           | Miniac-Morvan | Lillemer Plerguer |

### Hydrographie
Pour un article plus général, voir Réseau hydrographique d'Ille-et-Vilaine.
La commune est située dans le bassin Loire-Bretagne. Elle est drainée par le biez du meleuc, le Biez Jean, le canal des allemands, le Meleuc et divers autres petits cours d'eau,.
Le Biez Jean, d'une longueur de 30 km, prend sa source dans la commune de Lourmais et se jette  dans la baie du Mont-Saint-Michel en limite de Saint-Benoît-des-Ondes et de Hirel. 
Le Meleuc, d'une longueur de 20 km, prend sa source dans la commune de Mesnil-Roc'h et se jette  dans Le Biez du Meleuc sur la commune, après avoir traversé sept communes. 

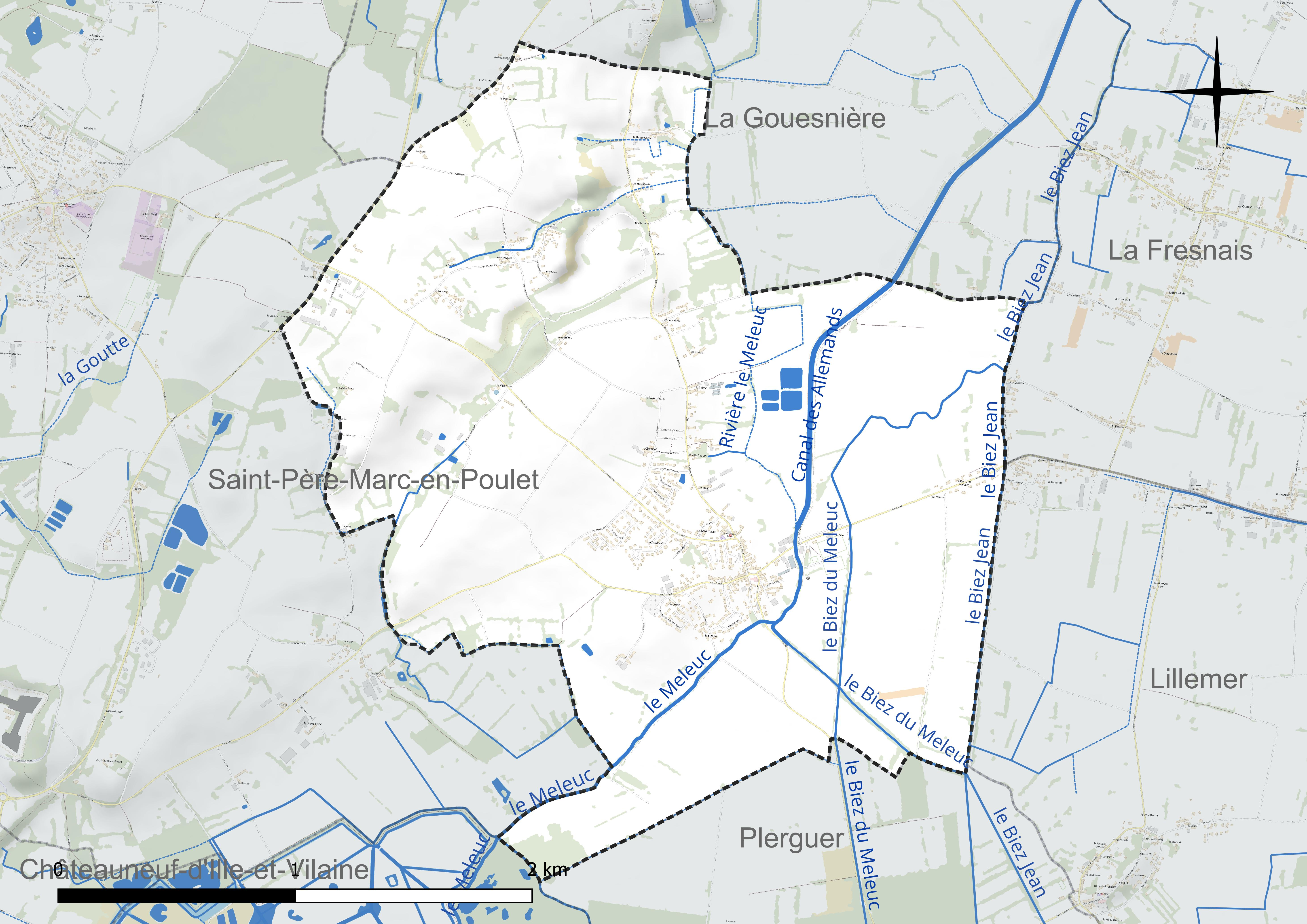
Réseau hydrographique de Saint-Guinoux.

### Climat
Pour des articles plus généraux, voir Climat de la Bretagne et Climat d'Ille-et-Vilaine.
En 2010, le climat de la commune est de type climat océanique franc, selon une étude du CNRS s'appuyant sur une série de données couvrant la période 1971-2000. En 2020, Météo-France publie une typologie des climats de la France métropolitaine dans laquelle la commune est exposée à un climat océanique et est dans la région climatique  Bretagne orientale et méridionale, Pays nantais, Vendée, caractérisée par une faible pluviométrie en été et une bonne insolation. Parallèlement l'observatoire de l'environnement en Bretagne publie en 2020 un zonage climatique de la région Bretagne, s'appuyant sur des données de Météo-France de 2009. La commune est, selon ce zonage, dans la zone « Intérieur », exposée à un climat médian, à dominante océanique.  
Pour la période 1971-2000, la température annuelle moyenne est de 11,6 °C, avec une amplitude thermique annuelle de 11,9 °C. Le cumul annuel moyen de précipitations est de 690 mm, avec 11,9 jours de précipitations en janvier et 6,4 jours en juillet. Pour la période 1991-2020, la température moyenne annuelle observée sur la station météorologique la plus proche, située sur la commune de Pleurtuit à 13 km à vol d'oiseau, est de 11,9 °C et le cumul annuel moyen de précipitations est de 752,0 mm,. Pour l'avenir, les paramètres climatiques de la commune estimés pour 2050 selon différents scénarios d'émission de gaz à effet de serre sont consultables sur un site dédié publié par Météo-France en novembre 2022.

## Urbanisme

### Typologie
Au 1er janvier 2024, Saint-Guinoux est catégorisée bourg rural, selon la nouvelle grille communale de densité à sept niveaux définie par l'Insee en 2022.
Elle est située hors unité urbaine. Par ailleurs la commune fait partie de l'aire d'attraction de Saint-Malo, dont elle est une commune de la couronne,. Cette aire, qui regroupe 35 communes, est catégorisée dans les aires de 50 000 à moins de 200 000 habitants,.

### Occupation des sols
L'occupation des sols de la commune, telle qu'elle ressort de la base de données européenne d'occupation biophysique des sols Corine Land Cover (CLC), est marquée par l'importance des territoires agricoles (91,3 % en 2018), en diminution par rapport à 1990 (92,9 %). La répartition détaillée en 2018 est la suivante : 
zones agricoles hétérogènes (43,8 %), terres arables (40,7 %), zones urbanisées (8 %), prairies (6,8 %), forêts (0,7 %). L'évolution de l'occupation des sols de la commune et de ses infrastructures peut être observée sur les différentes représentations cartographiques du territoire : la carte de Cassini (XVIIIe siècle), la carte d'état-major (1820-1866) et les cartes ou photos aériennes de l'IGN pour la période actuelle (1950 à aujourd'hui).

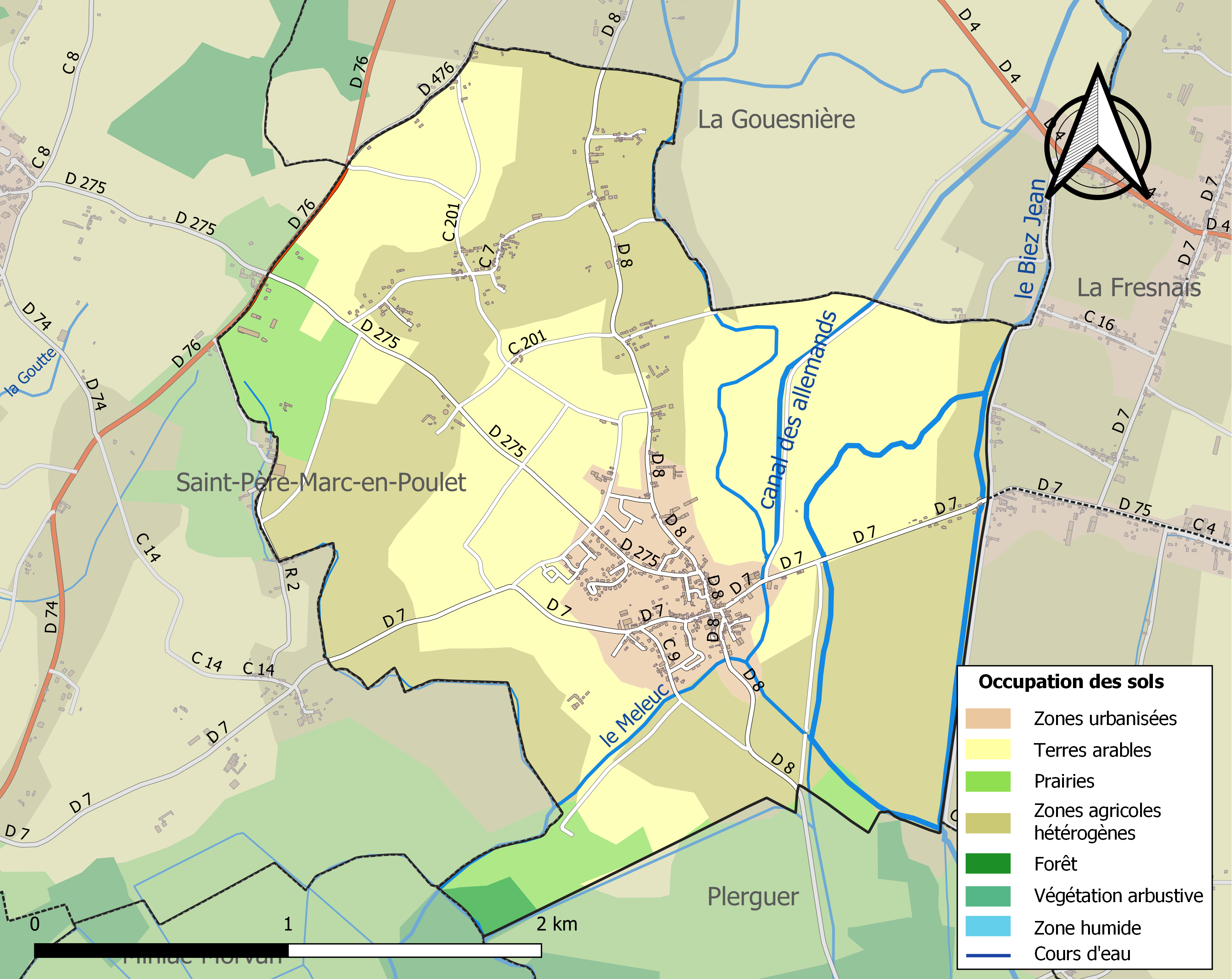
Carte des infrastructures et de l'occupation des sols de la commune en 2018 (CLC).

## Toponymie
Le nom de la localité est attesté sous les formes Sanctus Guehenocus en 1249, Sanctus Guicenous au XIVe siècle, Saint-Guynou en 1513, ecclesia de Sancto Guiceno en 1516.
Le gentilé est Guinoléen.

## Histoire
La paroisse de Saint-Guinoux faisait partie du doyenné de Dol relevant de l'évêché de Dol et était sous le vocable de saint Guinou.
Le bailliage de Saint-Guinoux dépendaient de l'abbaye Notre-Dame du Tronchet.

### Héraldique
| Blason de Saint-Guinoux | Blason  | Écartelé : au premier et au quatrième d'argent à la bande fuselée de sable, au deuxième et au troisième de sable aux trois maquereaux d'argent nageant l'un sur l'autre.                                 |
| Blason de Saint-Guinoux | Détails | Armoiries des villes de Bretagne, Michel Froger. (Quartiers 2 et 3 de sable) L'héraldique reprend les armes des familles de la commune : fusées des Maupertuis et poissons des La Mare.[réf. nécessaire] |

## Politique et administration

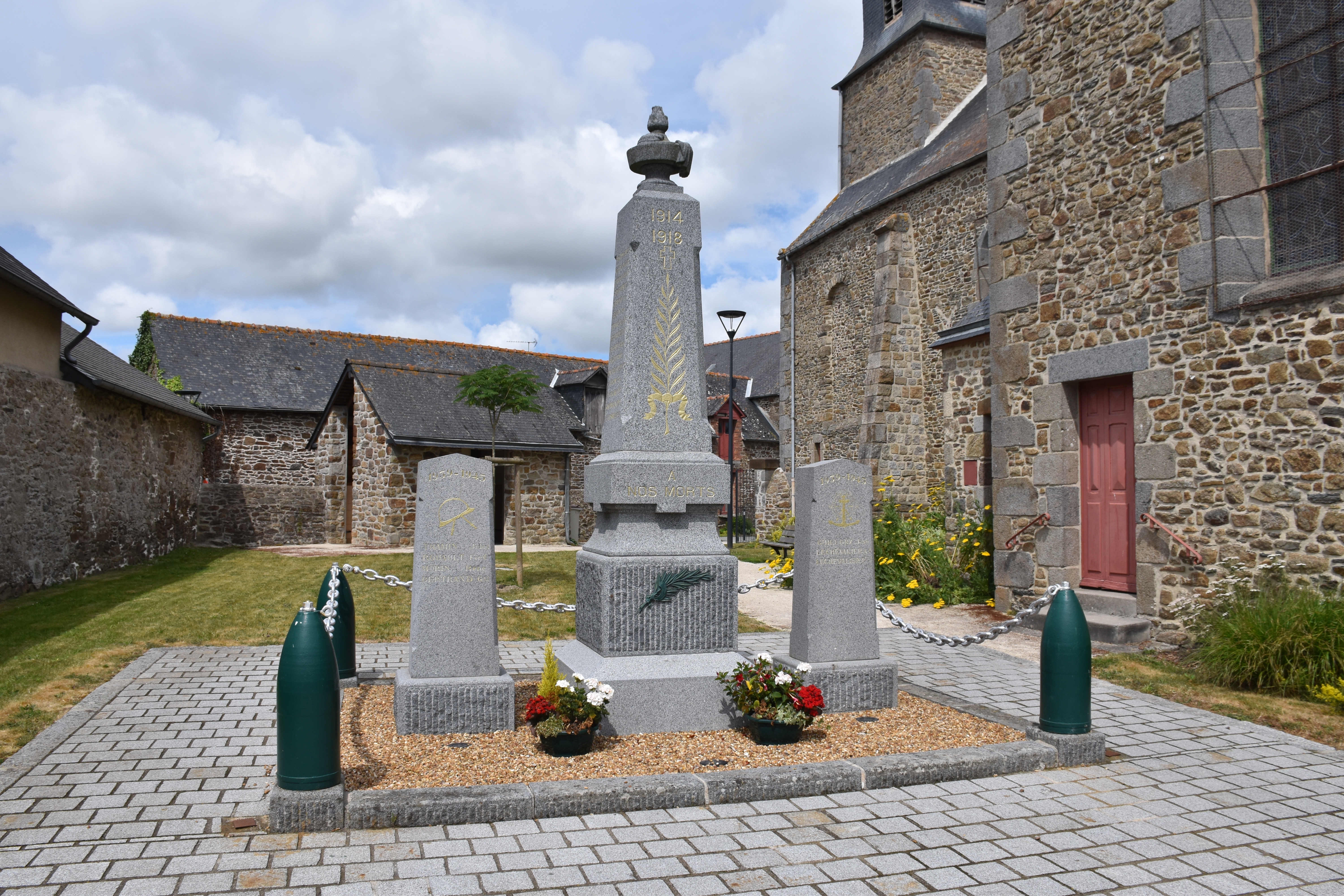
Le monument aux morts.

| Période                                  | Période       | Identité         | Étiquette | Qualité                   |
| ---------------------------------------- | ------------- | ---------------- | --------- | ------------------------- |
| mars 1977                                | juillet 2001, | Victor Bailblé   |           | Agriculteur retraité      |
| juillet 2001                             | mars 2008     | Auguste Bachelot |           | Cadre commercial retraité |
| mars 2008                                | En cours      | Pascal Simon     |           | Cadre dirigeant           |
| Les données manquantes sont à compléter. |               |                  |           |                           |

## Démographie
L'évolution du nombre d'habitants est connue à travers les recensements de la population effectués dans la commune depuis 1793. Pour les communes de moins de 10 000 habitants, une enquête de recensement portant sur toute la population est réalisée tous les cinq ans, les populations de référence des années intermédiaires étant quant à elles estimées par interpolation ou extrapolation. Pour la commune, le premier recensement exhaustif entrant dans le cadre du nouveau dispositif a été réalisé en 2005.
En 2022, la commune comptait 1 247 habitants, en évolution de +3,49 % par rapport à 2016 (Ille-et-Vilaine : +5,46 %, France hors Mayotte : +2,11 %).
| 1793 | 1800 | 1806 | 1821  | 1831 | 1836  | 1841  | 1846  | 1851  |
| ---- | ---- | ---- | ----- | ---- | ----- | ----- | ----- | ----- |
| 704  | 681  | 780  | 1 387 | 968  | 1 014 | 1 045 | 1 080 | 1 098 |

| 1856  | 1861  | 1866  | 1872 | 1876  | 1881 | 1886 | 1891 | 1896 |
| ----- | ----- | ----- | ---- | ----- | ---- | ---- | ---- | ---- |
| 1 083 | 1 049 | 1 016 | 950  | 1 016 | 999  | 973  | 924  | 935  |

| 1901 | 1906 | 1911 | 1921 | 1926 | 1931 | 1936 | 1946 | 1954 |
| ---- | ---- | ---- | ---- | ---- | ---- | ---- | ---- | ---- |
| 889  | 887  | 870  | 757  | 679  | 680  | 635  | 557  | 554  |

| 1962 | 1968 | 1975 | 1982 | 1990 | 1999 | 2005 | 2006 | 2010 |
| ---- | ---- | ---- | ---- | ---- | ---- | ---- | ---- | ---- |
| 555  | 519  | 636  | 697  | 736  | 733  | 886  | 884  | 907  |

| 2015  | 2020  | 2022  | - | - | - | - | - | - |
| ----- | ----- | ----- | - | - | - | - | - | - |
| 1 150 | 1 206 | 1 247 | - | - | - | - | - | - |

## Lieux et monuments
- Église Saint-Guinou (sans le x final), construite à partir de 1752 sur les plans de Robert Véron, architecte du roi à Saint-Malo. Le clocher porte la date de 1753. L'édifice est achevé en 1756. De plan en croix latine, il comporte un clocher-porche et une flèche polygonale[27],[28].

Intérieur de l'église Saint-Guinou
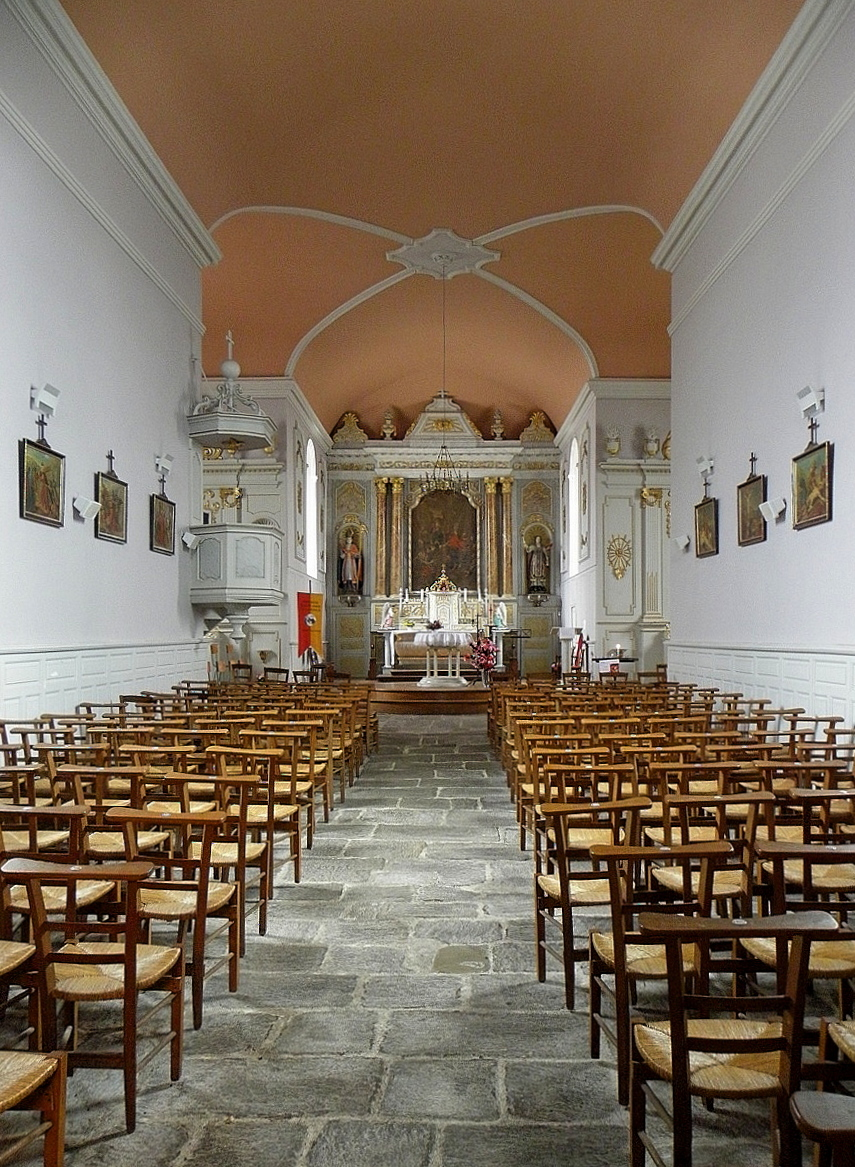
La nef.
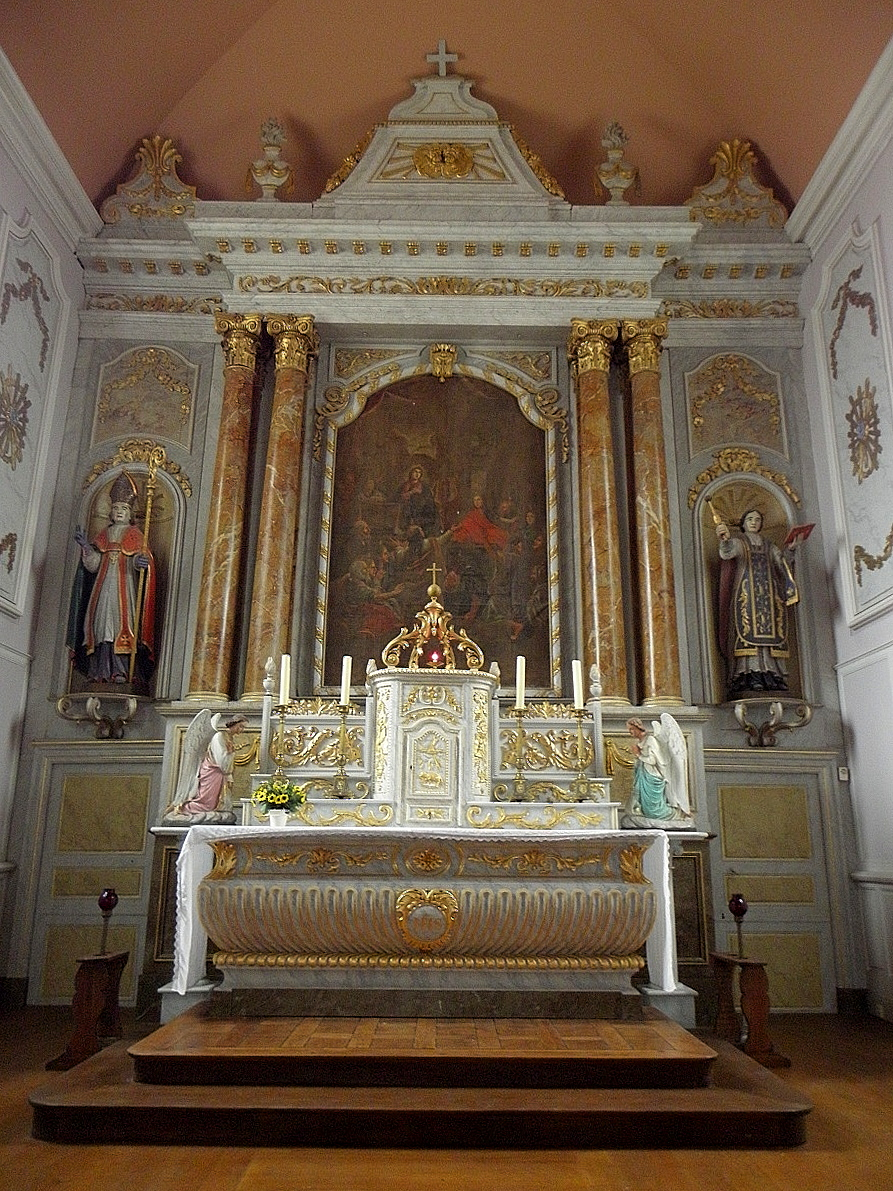
Le maître-autel et son retable.
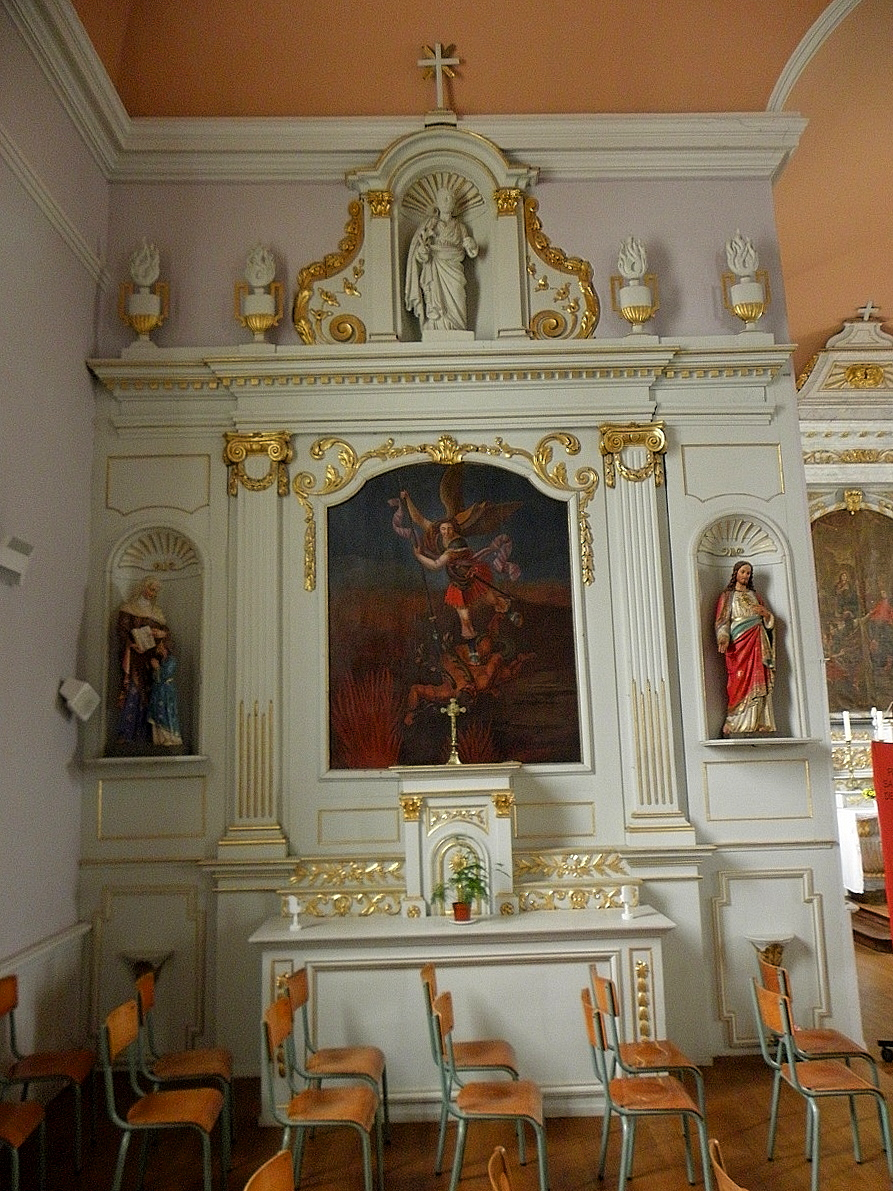
L'autel et retable nord.
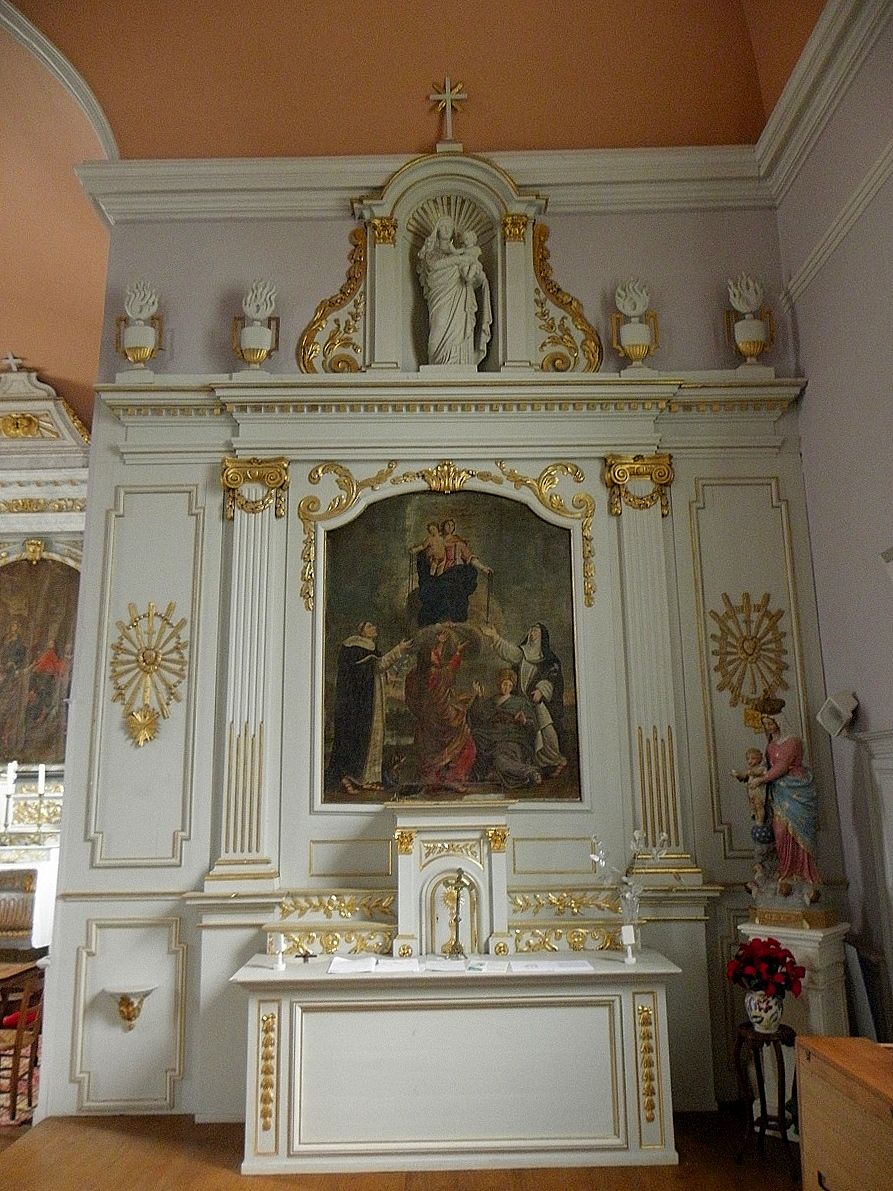
L'autel et retable sud.
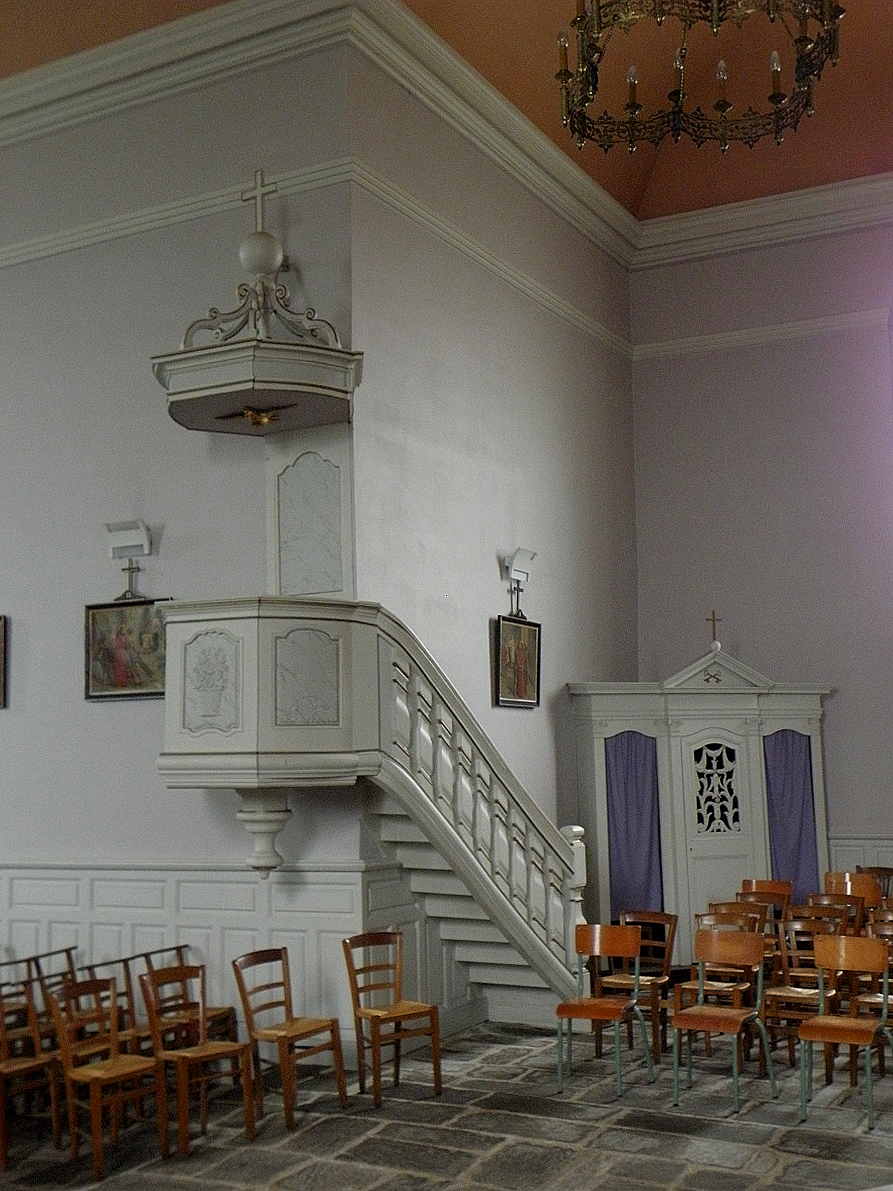
La chaire.
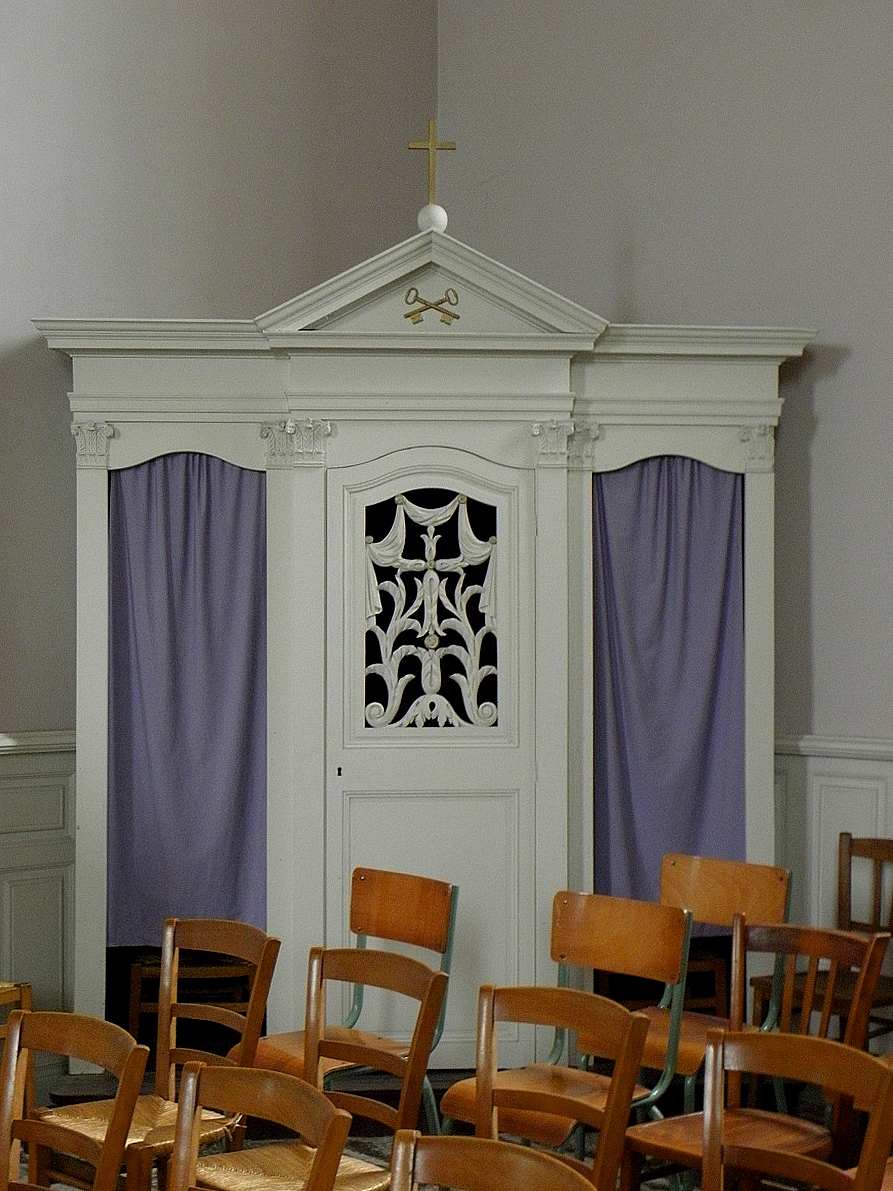
Le confessionnal.

## Activité et manifestations

### Sports
- Football : l'Union sportive guinoléenne[29] créée en 1976.
- Gymnastique féminine[30].
- Le club de la Bruyère[31] (connu sous le nom de Soleil couchant).
- Marchons à Saint-Guinoux[32].
- Course à pied : Détente et Passion[33].

### Festivités
- La braderie du 1er mai[34].
- La fête au village a lieu en général en juillet[35].
- Le marché de Noël[36].